# Argus (kårparti)
Argus var ett kårparti vid Uppsala studentkår under slutet av 1970- och början av 1980-talet.
Föreningen Argus bildades i slutet av 1970-talet av en grupp studenter som blivit uteslutna ur Clarté. Argus försökte hitta en vänsterposition utanför de gängse partibildningarna, tog avstånd från "sovjetvänstern" och såg kritiskt på sammansmältningen av stat och näringsliv.
Under namnet "Argus - Fackliga Socialister" deltog Argus framgångsrikt i det politiska arbetet på Uppsala studentkår och satt under flera år i kårstyrelsen. Viktiga för det kårfackliga partiet var bland annat att kunskaper skulle stå i centrum för hela utbildningsväsendet och att universitetsstudierna skulle vara forskninganknutna.
Föreningen Argus och dess kårparti hade många medlemmar som senare blivit mer eller mindre kända i det svenska samhällslivet. En av föreningens grundare och "chefsideolog" var Knut Carlqvist, historiker och författare. Andra namn var Annika Ström Melin, radiojournalist, gift med en annan argusit, Mats Melin, jurist. En annan journalist, Cecilia Bodström, arbetade för Argus på Uppsala studentkår. Tomas Olofsson, idag på Riksgäldskontoret och Anders Forslund, nationalekonom, socialdemokratiske redaktören Stig-Björn Ljunggren hörde till Argus skara, liksom den framlidne professorn i ekonomisk historia Bo Gustafsson.